# Bildnis der Ginevra de’ Benci

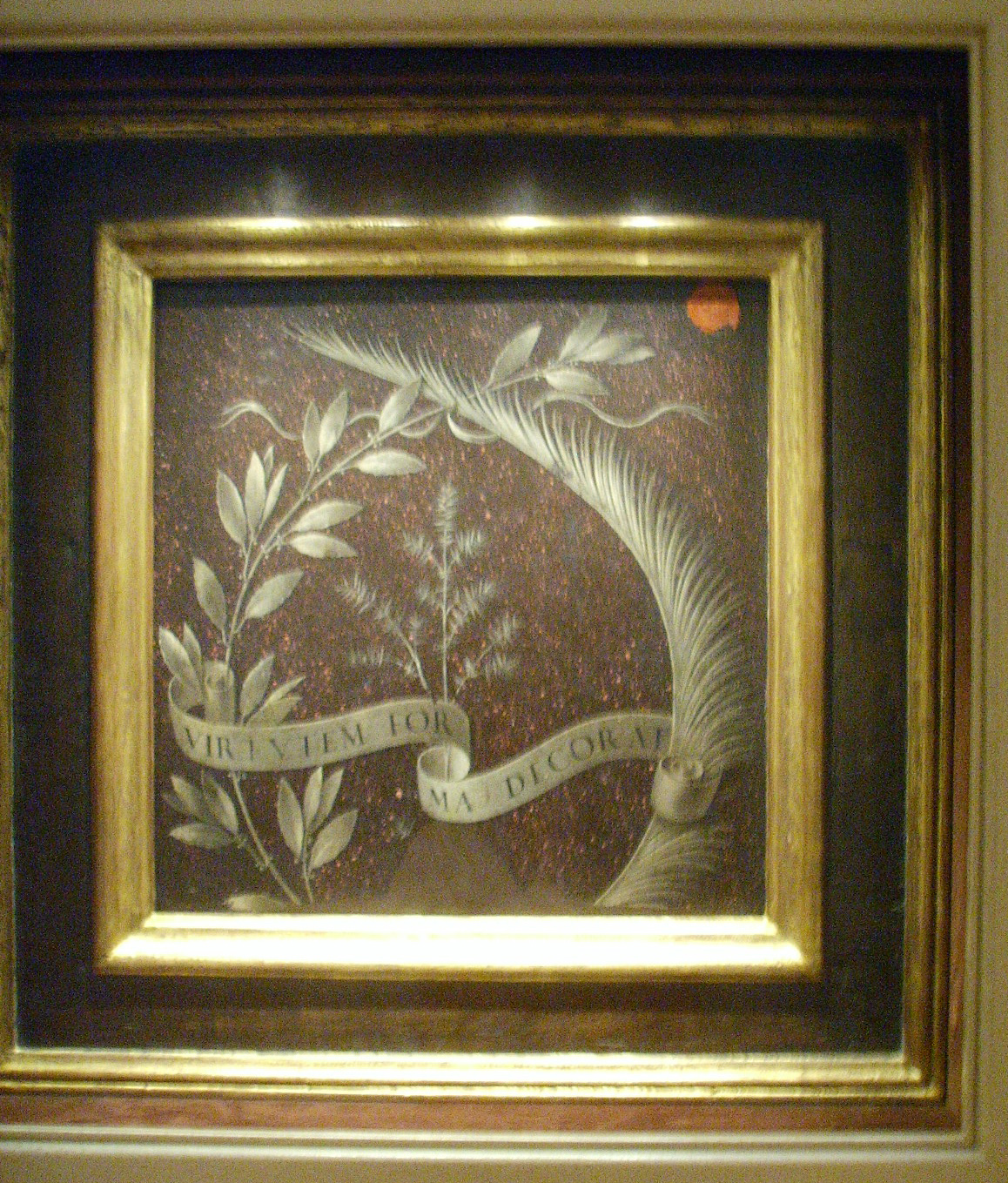
Rückseite: VIRTVTEM FORMA DECORAT

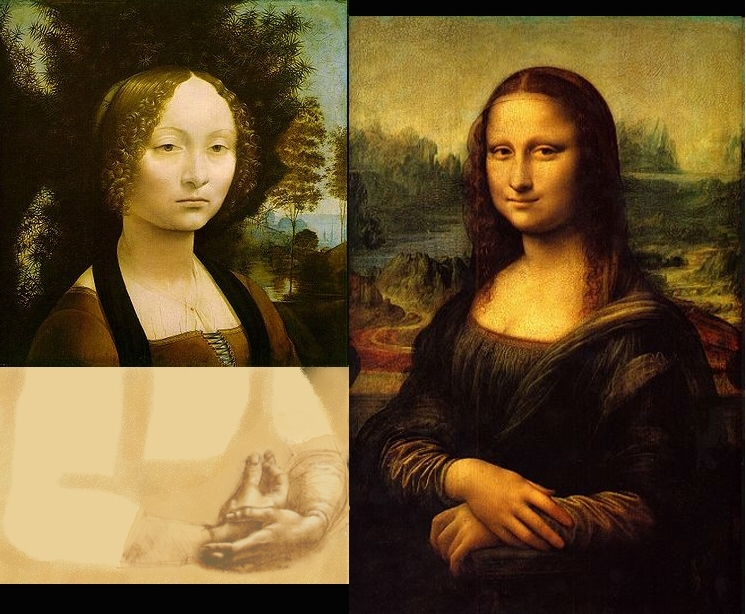
Hypothetische Rekonstruktion des Porträts und der Vergleich mit der Mona Lisa.

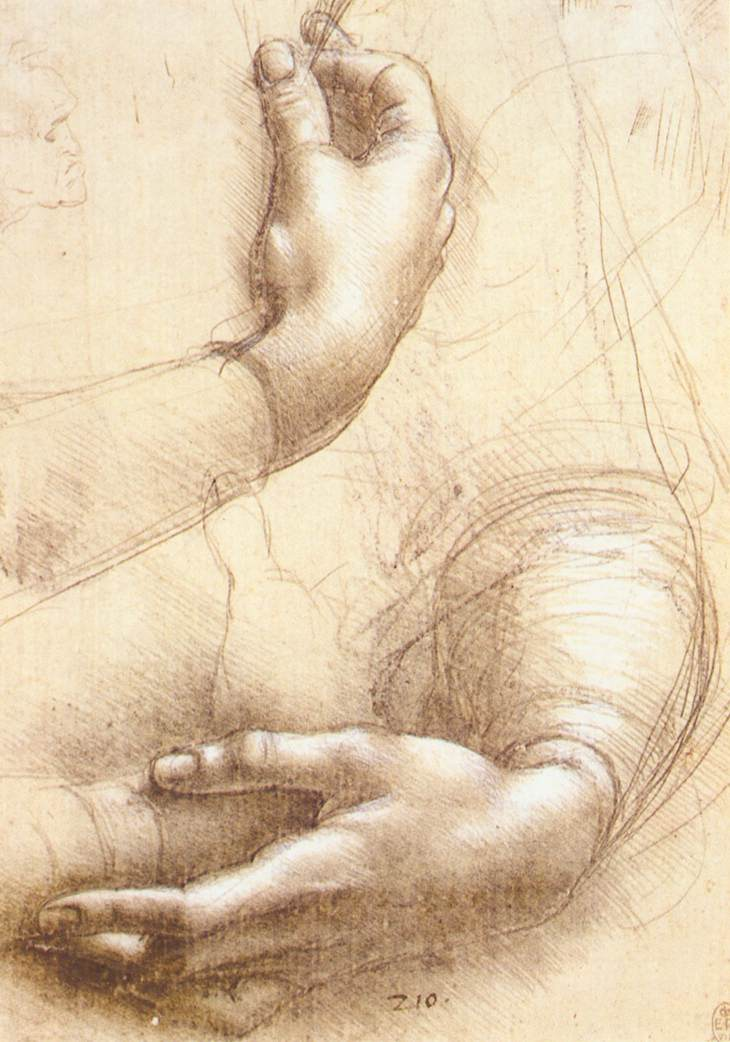
Handstudie, Leonardo da Vinci, 21 cm × 15 cm, Royal Collection, Windsor Castle

Das Bildnis der Ginevra de’ Benci ist ein Gemälde des italienischen Renaissancekünstlers Leonardo da Vinci (1452–1519). Es wird um 1474 bis 1478 datiert und befindet sich im Bestand der National Gallery of Art in Washington D.C.

## Das Werk
Das Bild gehört zu Leonardos frühesten Versuchen mit dem damals neuen Medium der Ölfarbe. Die sorgfältige Darstellung der Natur und die feine Dreidimensionalität des Gesichts zeigen schon deutlich den neuen Naturalismus, mit dem Leonardo die Renaissancemalerei später veränderte. Die abgebildete Person ist mit allmählich ineinander übergehenden Farbabstufungen und Schatten dargestellt, nicht durch Linien und abrupte Übergänge von Farbe oder Licht.
Es wird vermutet, dass das Gemälde im unteren Teil beschnitten wurde; möglicherweise wurden auch einige Zentimeter des rechten Bildrandes entfernt. Eine erhaltene Zeichnung Leonardos könnte darauf hindeuten, dass die Person einen kleinen Zweig, eventuell eine Blume in den Händen trug. Ginevras Gesicht wird durch die Blätter eines Wacholderstrauches umrahmt. Möglicherweise ist die Wahl dieser Pflanze ein Wortspiel mit dem Namen „Ginevra“: Eine italienische Bezeichnung für Wacholder ist „Ginepro“.
Auf der Rückseite der Holztafel ist, umgeben von einem Lorbeerzweig und einem Palmblatt, ein Spruchband angebracht: VIRTVTEM FORMA DECORAT (deutsch: „die Gestalt schmückt die Tugend“ oder freier übersetzt „Schönheit erhöht den Glanz der Tugend“).

## Geschichte
Die dargestellte Person Ginevra de’ Benci (1457–1520) war die Tochter eines wohlhabenden Florentiner Bankiers. Ihr Porträt wurde wahrscheinlich zur Zeit ihrer Eheschließung mit dem Kaufmann Luigi Niccolini (* um 1440) in Auftrag gegeben. Ginevra war damals sechzehn Jahre alt.
Es ist ungeklärt, ob sich das Bild jemals im Besitz der Familie de’ Benci befunden hat. Seit dem 17. oder 18. Jahrhundert befand es sich in der Sammlung des Fürstenhauses von Liechtenstein. Von Franz Josef II. von Liechtenstein erwarb es die National Gallery of Art in Washington D.C. im Jahr 1967 für 5 Millionen US-Dollar aus den Mitteln des Ailsa Mellon Bruce Fonds.
Damit war das Bildnis der Ginevra de’ Benci das bis dahin am teuersten verkaufte Gemälde.